# Бромид вольфрама(II)
Бромид вольфрама(II) — неорганическое соединение, соль металла вольфрама и бромистоводородной кислоты с формулой WBr2, 
сине-чёрные кристаллы, 
реагирует с водой.

## Получение
- Восстановление водородом бромида вольфрама(V):

{\displaystyle {\mathsf {2WBr_{5}+3H_{2}\ {\xrightarrow {400-450^{o}C}}\ 2WBr_{2}+6HBr}}}

## Физические свойства
Бромид вольфрама(II) образует сине-чёрные кристаллы, реагирует с водой.
Молекулы бромида вольфрама гексамерны и имеют строение [W6Br8]Br4.

## Химические свойства
- Разлагается при нагревании в инертной атмосфере:

{\displaystyle {\mathsf {WBr_{2}\ {\xrightarrow {400^{o}C}}\ W+Br_{2}}}}
- Реагирует с водой:

{\displaystyle {\mathsf {WBr_{2}+2H_{2}O\ {\xrightarrow {}}\ WO_{2}\downarrow +2HBr+H_{2}\uparrow }}}